# 青水塘炮楼
青水塘炮楼，位于中国广东省韶关市韶关市浈江区重阳镇暖水管理区，为韶关市的一个市、县级文物保护单位，类型为近现代重要史迹及代表性建筑，公布时间为1993年6月21日。
青水塘炮楼的历史年代为1927。